# Arthrorhabdus jonesii
Arthrorhabdus jonesii är en mångfotingart som beskrevs av Karl Wilhelm Verhoeff 1938. Arthrorhabdus jonesii ingår i släktet Arthrorhabdus och familjen Scolopendridae. Inga underarter finns listade i Catalogue of Life.